# Akademia Sztuk Pięknych w Wiedniu

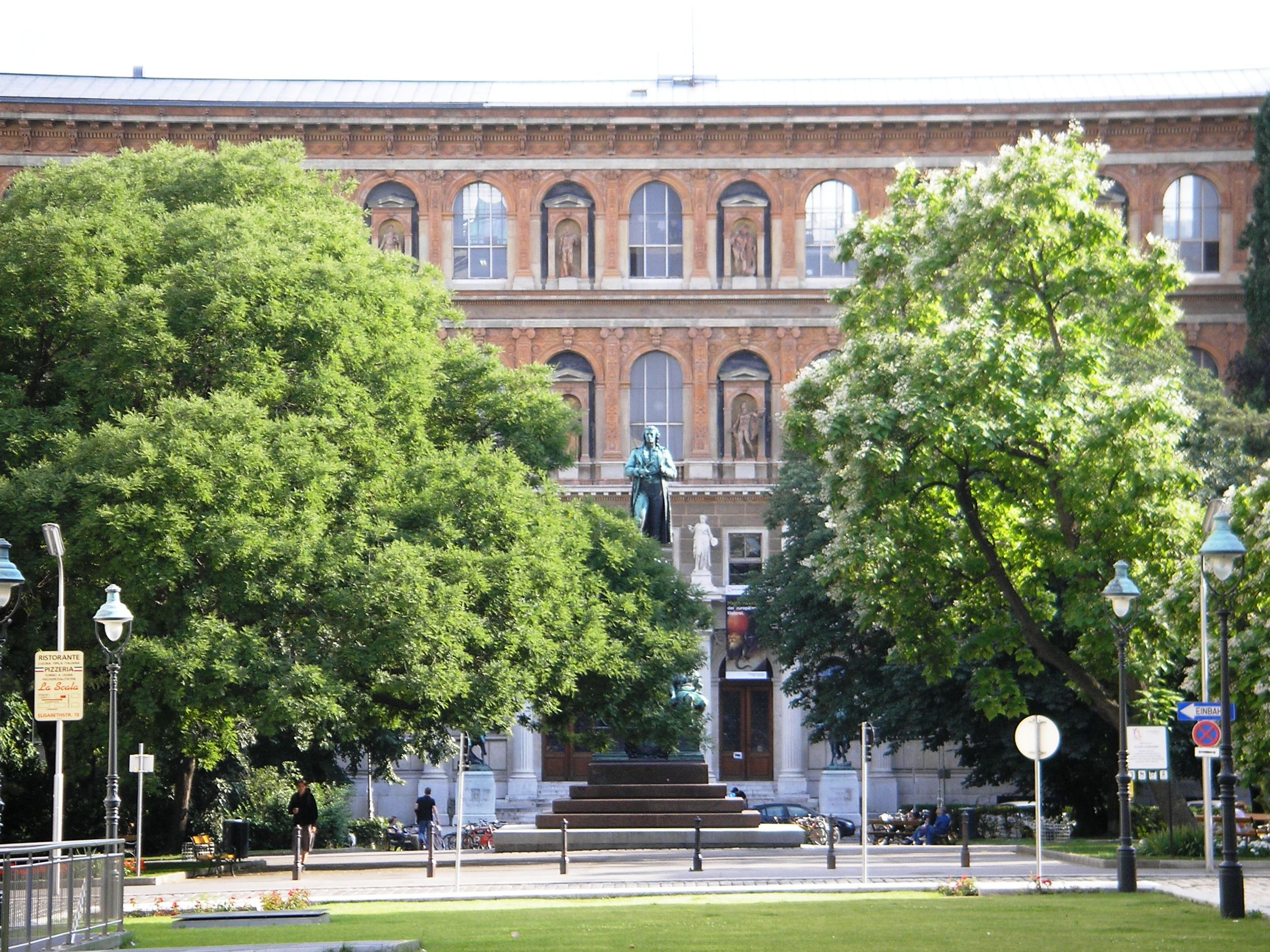
Akademie der Bildenden Künste, Wien

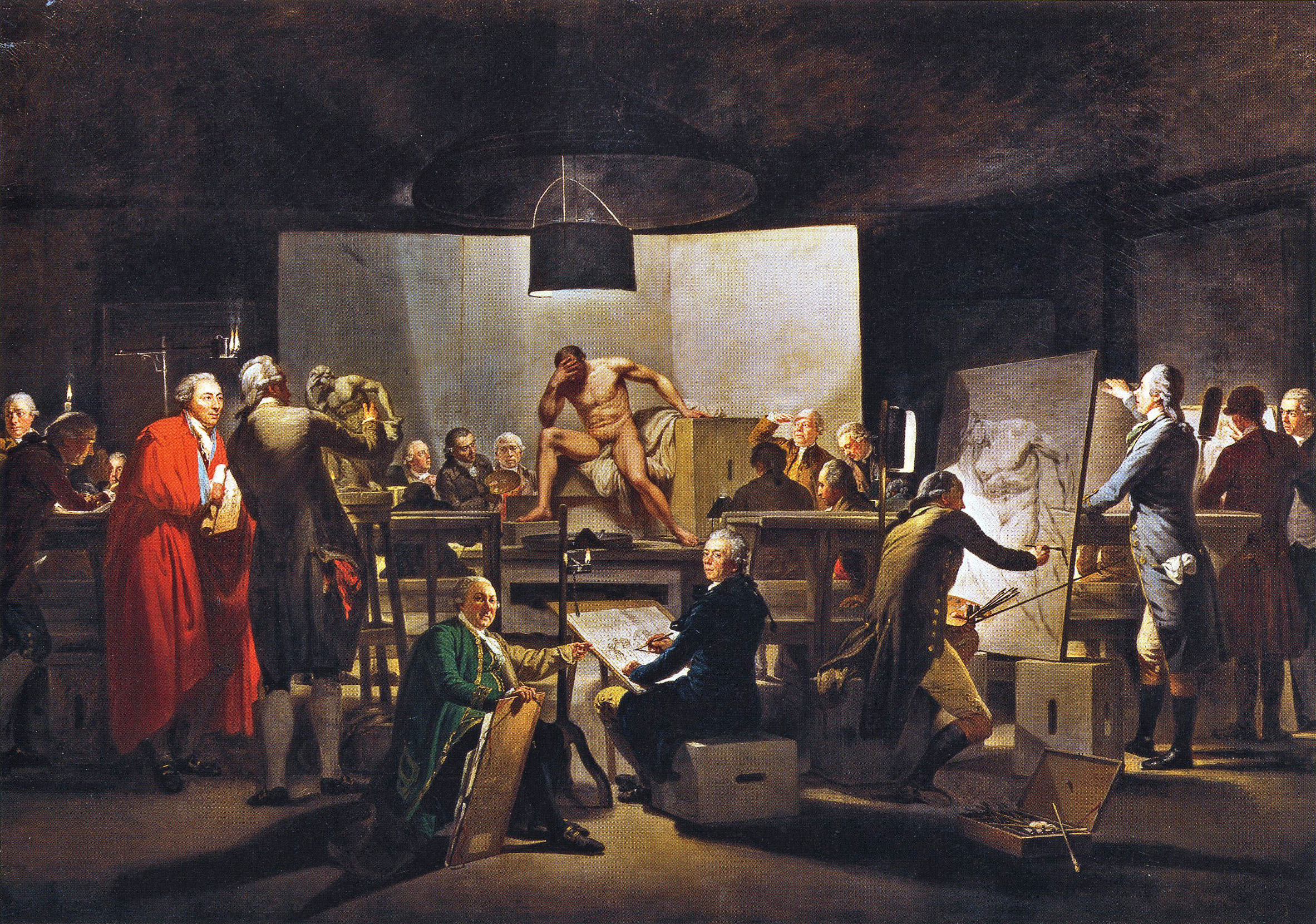
Martin Ferdinand Quadal Sala aktu Akademii (1787)

Akademie der bildenden Künste Wien (Akademia Sztuk Pięknych w Wiedniu) – państwowa uczelnia artystyczna, jedna z najstarszych uczelni tego rodzaju w Europie.

## Historia
Akademia wiedeńska została założona w roku 1692 jako prywatna uczelnia malarza nadwornego Petera Strudla na wzór rzymskiej Akademii św. Łukasza. W roku 1725 Jacob van Schuppen wznowił działalność Akademii jako „Cesarsko-Królewskiej Nadwornej Akademii Malarzy, Rzeźbiarzy i Budowniczych”. Ze względu na malejące zainteresowanie dworu, Schuppen przeniósł Akademię do swojego domu, a w końcu zaniechał prowadzenia uczelni. Zmarł w roku 1751. Rok wcześniej nadworny budowniczy Adam Philipp Losy von Losinthal przejął zwierzchnictwo nad Akademią. W latach 1754–1757 Akademią kierował Paul Troger. W roku 1786 przeniesiono Akademię do budynku przy parafii św. Anny. Dopiero w roku 1872 otrzymała Akademia status wyższej uczelni, a w roku 1998 status uniwersytecki.
W latach 1808–1929 uczelnia przyznawała  nagrodę Reichel-Preis ufundowaną przez Josefa Benedicta Reichela.
W roku 1871 zezwolono na budowę nowego gmachu Akademii według projektu Teofila Hansena (1813–1891) przy placu Kalkmarkt (obecnie Schillerplatz). Inauguracja budynku w obecności cesarza Franciszka Józefa I odbyła się 3 kwietnia 1877. Do roku 1892 trwało zdobienie wnętrz, m.in. przez Anselma Feuerbacha.

## Organizacja uczelni
Od roku akademickiego 1999/2000 wprowadzono instytuty uniwersyteckie w miejsce szkół mistrzowskich.
Obecnie czynne są kierunki studiów:
- Architektura
- Sztuki piękne
- Scenografia
- Konserwacja i restauracja dzieł sztuki
- Pedagogika artystyczna
- Studium doktoranckie filozofii
- Studium doktoranckie nauk technicznych
- Studium doktoranckie nauk przyrodniczych

## Sale wystawowe
Własne zbiory Akademii obejmują około 250 obrazów wybitnych mistrzów, od wczesnego włoskiego malarstwa tablicowego aż do początków XIX wieku, w tym dzieła Hieronima Boscha, Lucasa Cranacha starszego, Rembrandta, Rubensa, Tycjana, Murilla i Giovanni Antonio Guardiego. Część zbiorów uległa zniszczenia wskutek bombardowań w czasie II wojny światowej.

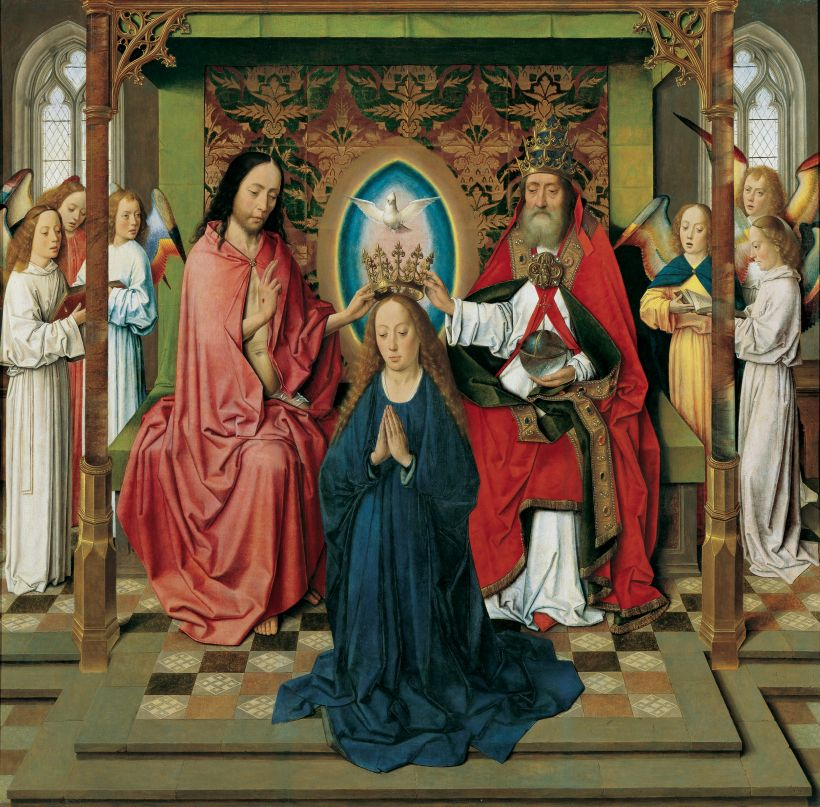
Koronacja Marii Dirk Bouts ok. 1450
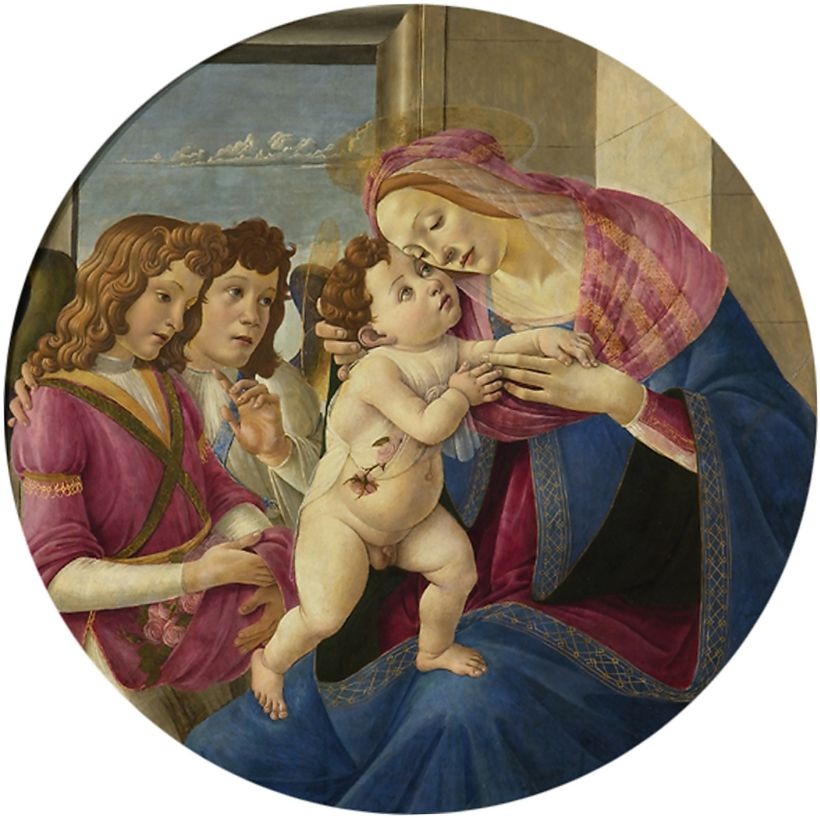
Madonna z Dzieciątkiem i dwoma aniołami Sandro Botticelli ok. 1490
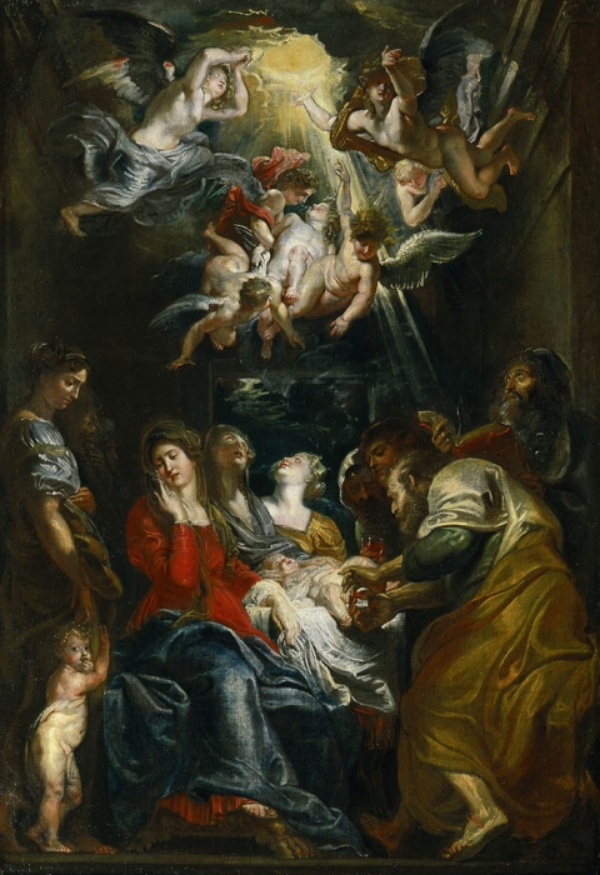
Obrzezanie Chrystusa Peter Paul Rubens 1605
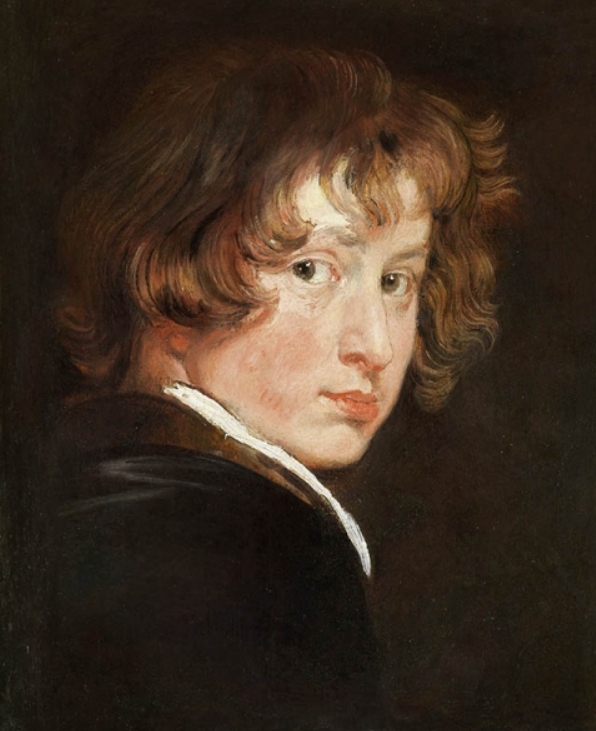
Autoportret młodzieńczy Antoon van Dyck ok. 1615

### Znani profesorowie i absolwenci Akademii
- Paul Troger (1698–1762)
- Franz Anton Maulbertsch (1724–1796)
- Friedrich von Schmidt (1825–1891)
- Anselm Feuerbach (1829–1880), profesor (1873)
- Otto Wagner (1841–1918)
- Peter Behrens (1868–1940)
- Richard Gerstl (1883–1908)
- Roland Rainer (1910–2004)
- Friedensreich Hundertwasser (1928–2000)
- Gustav Peichl (* 1928)
- Gottfried Helnwein (* 1948)
- Manfred Deix (* 1949)

Znanym odrzuconym kandydatem był Adolf Hitler (1889–1945)

#### Polacy
- Tadeusz Ajdukiewicz (1852–1916)
- Zygmunt Ajdukiewicz (1861–1917)
- Stanisław Batowski Kaczor (1866–1946)
- Władysław Benda (1873–1948)
- Tadeusz Błotnicki (1858–1928)
- Alojzy Bunsch (1859–1916)
- Sławomir Celiński (1852–1918)
- Faustyn Juliusz Cengler (1828–1886)
- Zefiryn Ćwikliński (1871–1930)
- Tomasz Dykas (1850-1910)
- Jan Zachariasz Frey (1769-1829)
- Krzysztof Glass (1944-2000)
- Jan Nepomucen Głowacki (1802-1847)
- Maurycy Gottlieb (1856-1879)
- Andrzej Grabowski (1833-1886)
- Artur Grottger (1837-1867)
- Estera Karp (1897-1970)
- Alfons Karpiński (1875-1961)
- Karol Kłosowski (1882-1971)
- Aleksander Kokular (1793-1846)
- Aleksander Kotsis (1836-1877)
- Edgar Kováts (1849-1912)
- Antoni Kozakiewicz (1841-1929)
- Wilhelm Leopolski (1828-1892)
- Jan Maszkowski (1793-1865)
- Feliks Jan Szczęsny Morawski (1818-1898)
- Feliks Szynalewski (1825-1892)
- Kazimierz Pochwalski (1855-1940)
- Antoni Popiel (1865-1910)
- Aleksander Raczyński (1822-1889)
- Jan Raszka (1871–1945)
- Alojzy Reichan (1807-1860)
- Mieczysław Reyzner (1861-1941)
- Anton Schimser (1790-1838)
- Zygmunt Sidorowicz (1846-1881)
- Antoni Stefanowicz (1858-1929)
- Korneli Szlegel (1819-1870)
- Franciszek Tepa (1829-1889)
- Hartman Witwer (1774-1825)
- Jan Zachariasz Frey (1769-1829)
- Franciszek Żmurko (1859-1910)